# Anasterias
Genre
Anasterias est un genre d'étoiles de mer de la famille des Asteriidae.

## Liste des espèces
Selon World Register of Marine Species (21 janvier 2015) :
- Anasterias antarctica (Lütken, 1857) -- Antarctique
- Anasterias antipodum (Bell, 1882)
- Anasterias asterinoides Perrier, 1875 -- Antarctique
- Anasterias directa (Koehler, 1920) -- Antarctique
- Anasterias laevigata (Hutton, 1879) -- Nouvelle-Zélande
- Anasterias mawsoni (Koehler, 1920) -- Antarctique
- Anasterias pedicellaris Koehler, 1923
- Anasterias perrieri (E. A. Smith, 1876) -- Antarctique
- Anasterias rupicola (Verrill, 1876) -- Îles subantarctique
- Anasterias sphoerulata (Koehler, 1920) -- Sud de l'Australie
- Anasterias spirabilis (Bell, 1881) -- Îles subantarctique
- Anasterias studeri Perrier, 1891 -- Antarctique
- Anasterias suteri (deLoriol, 1894) -- Antarctique
- Anasterias varia (Philippi, 1870)

## Galerie

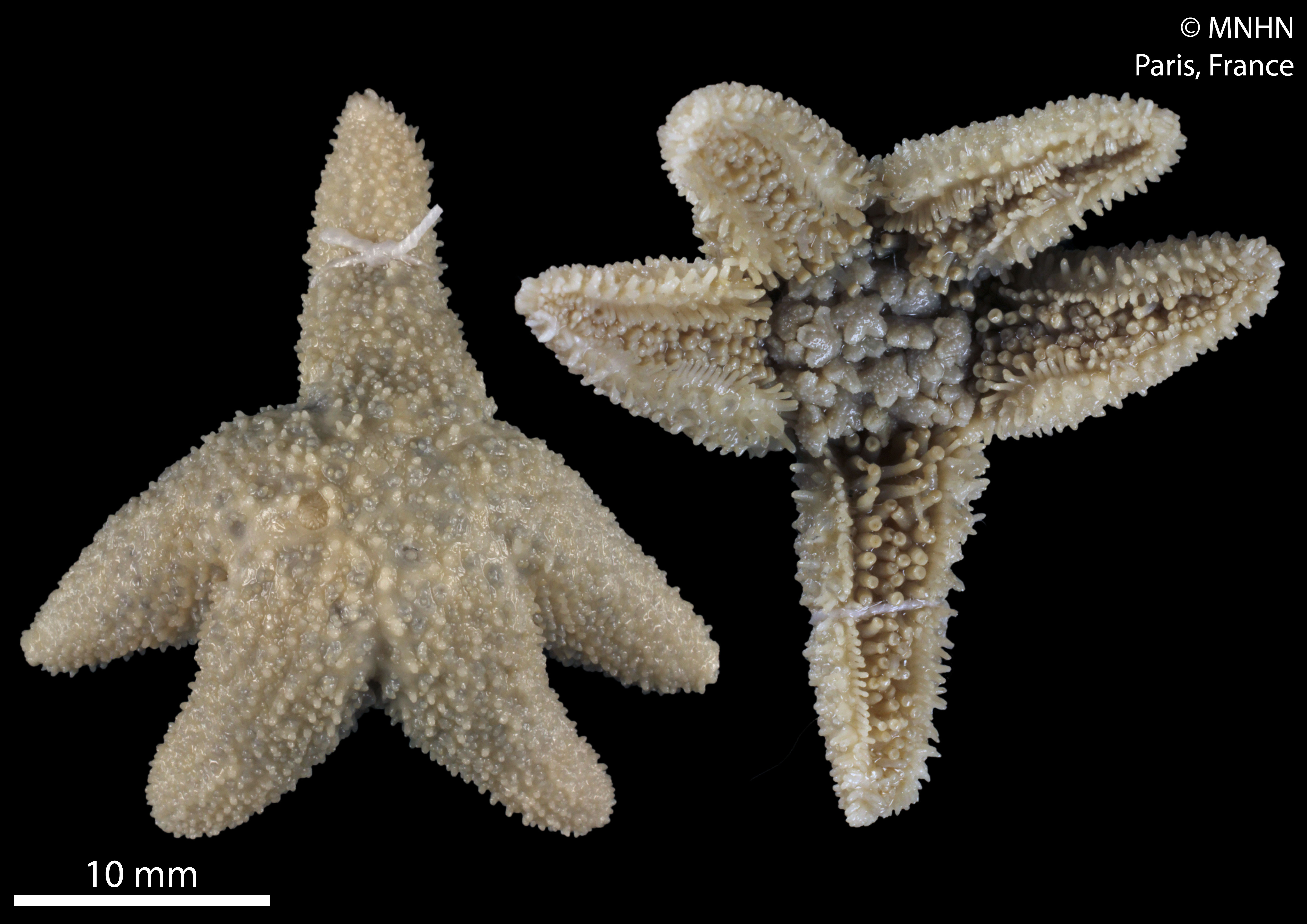
Anasterias antarctica.
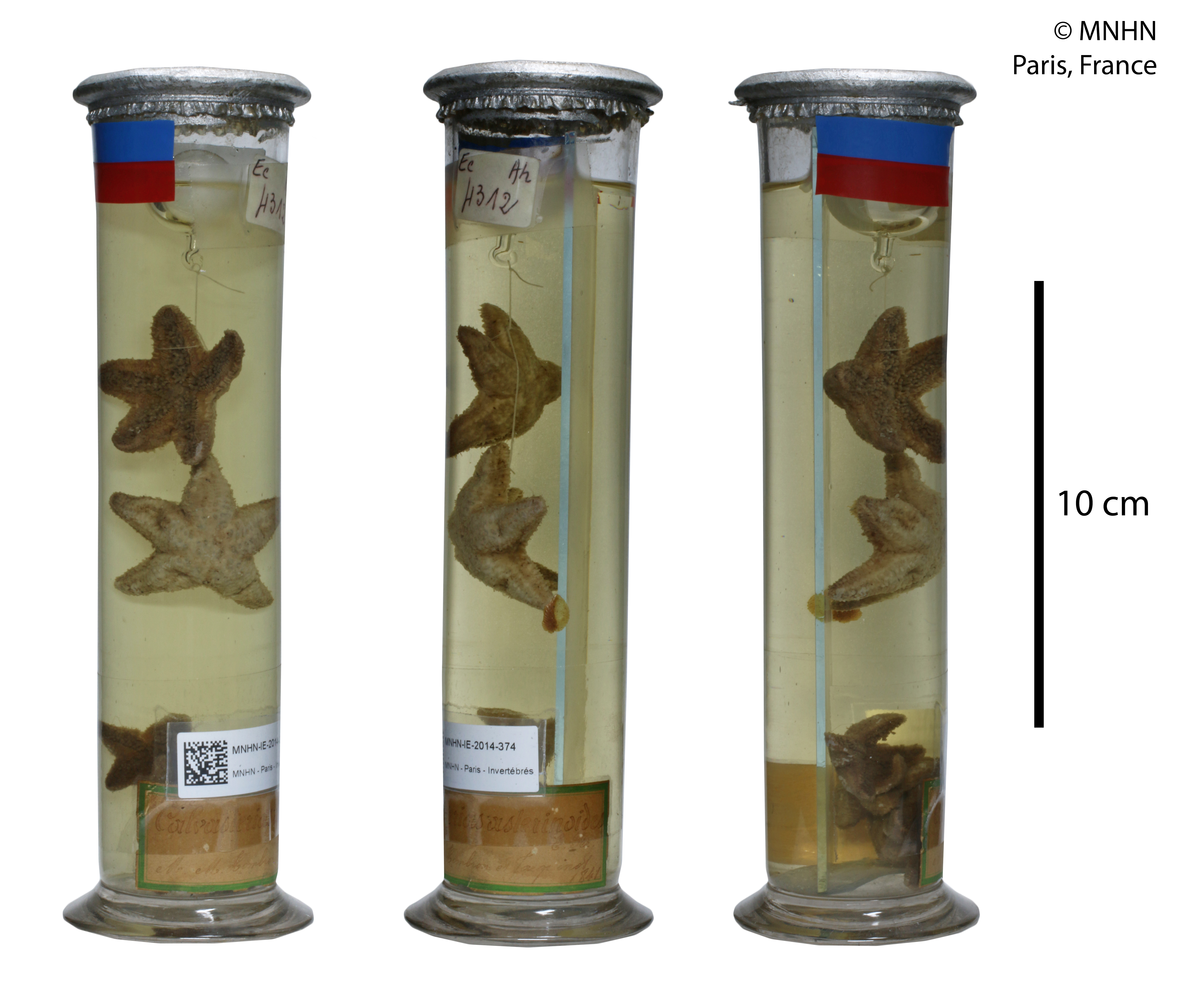
Anasterias asterinoides.
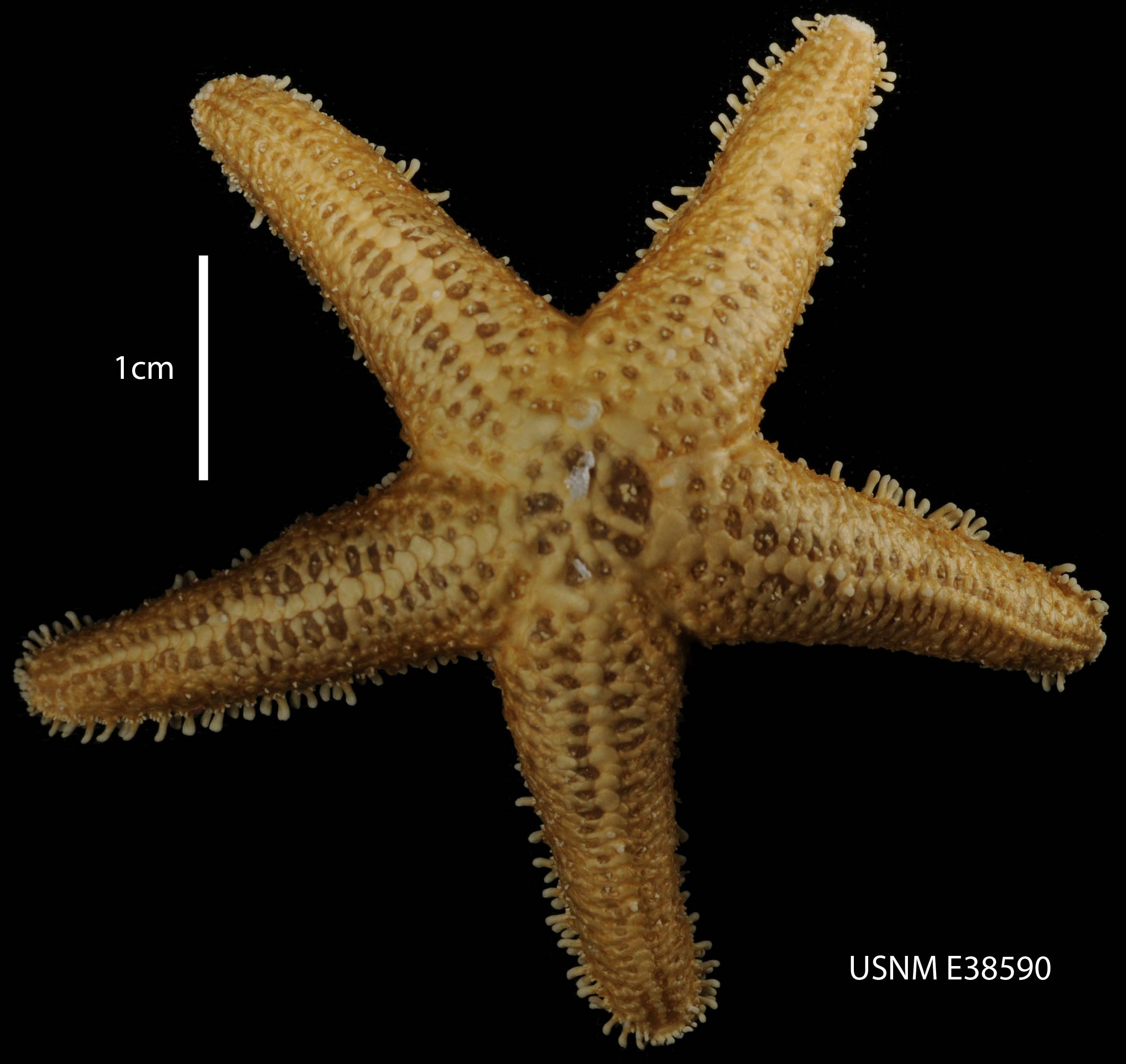
Anasterias laevigata.
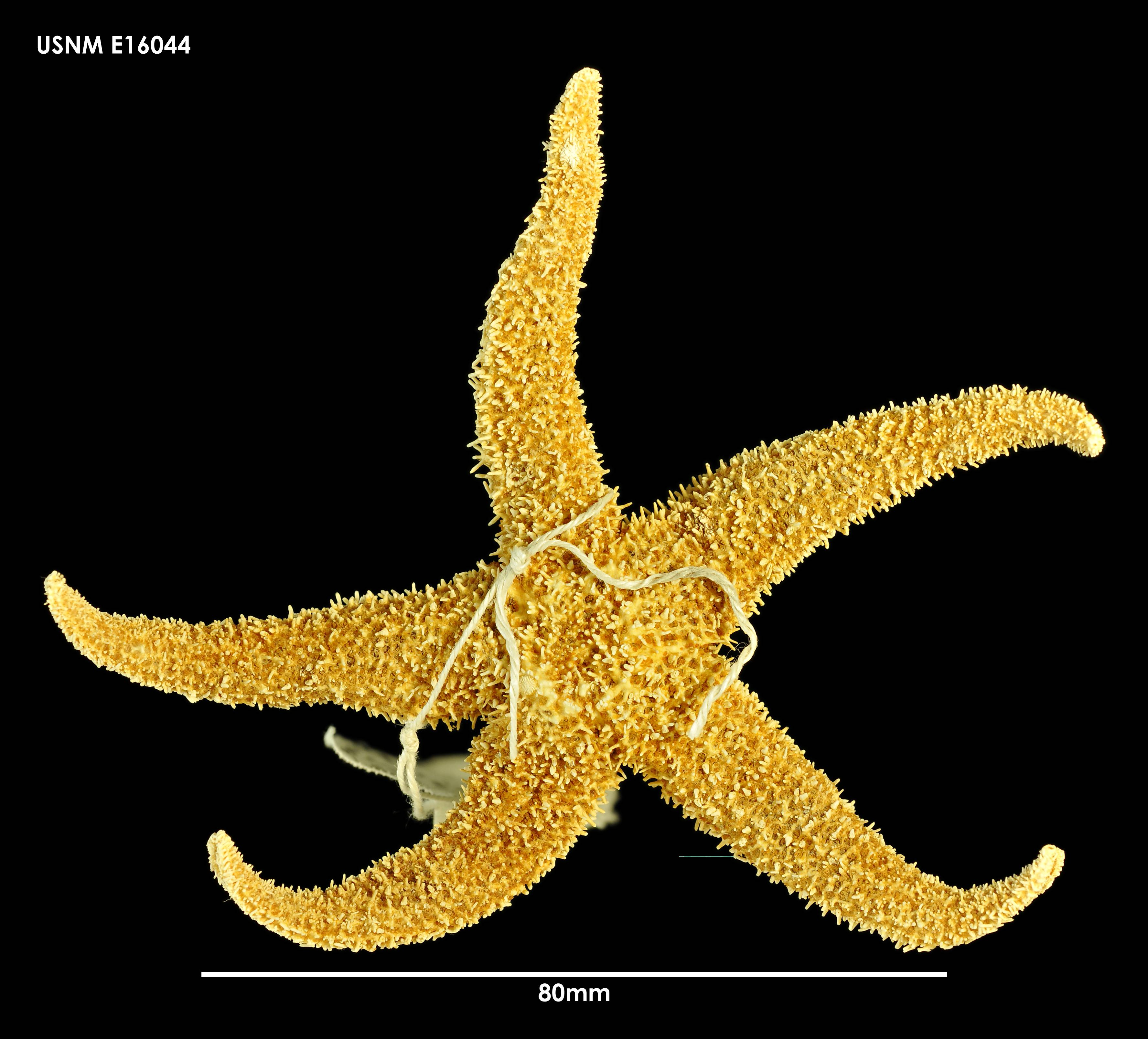
Anasterias pedicellaris.
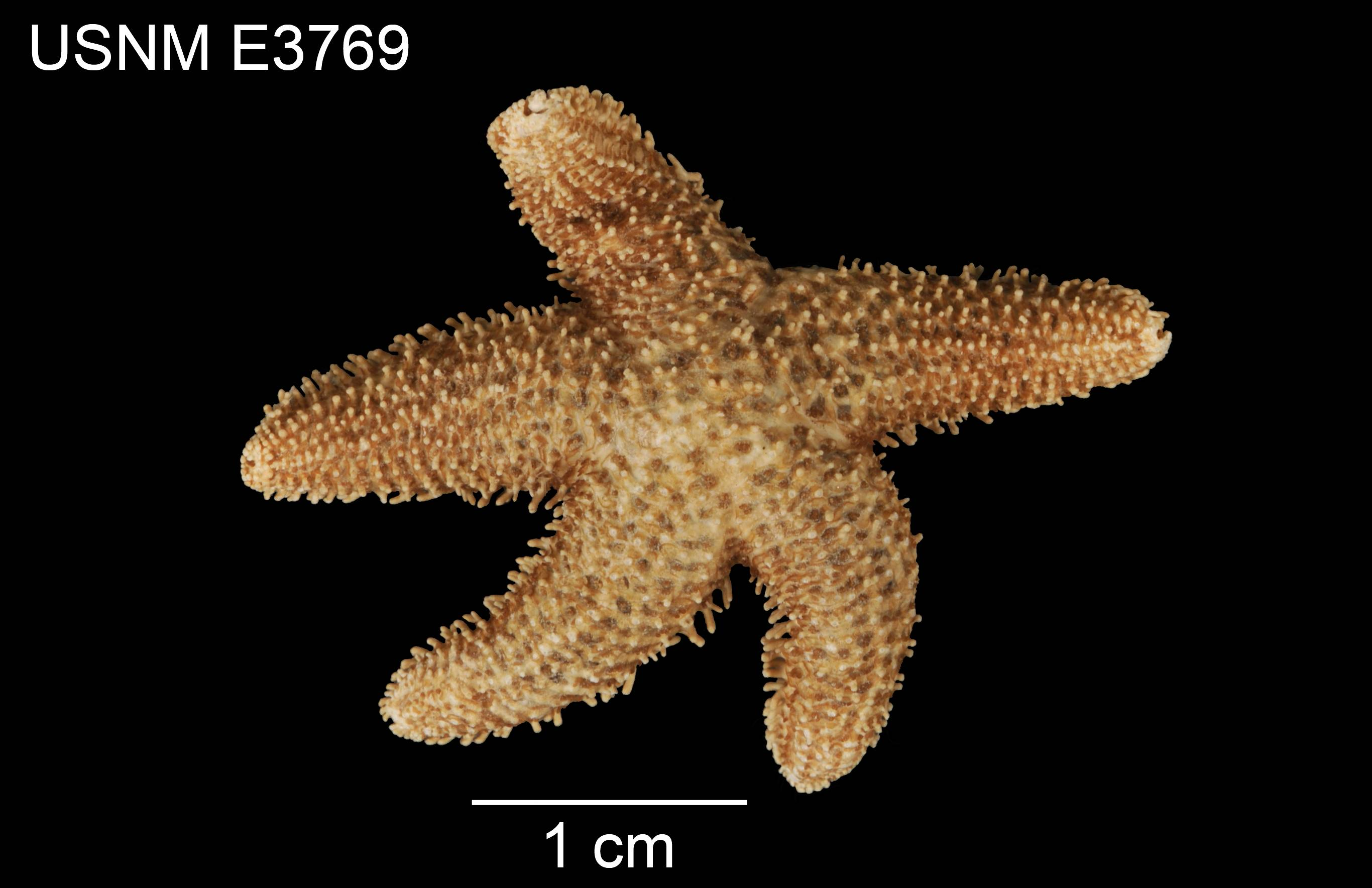
Anasterias rupicola.
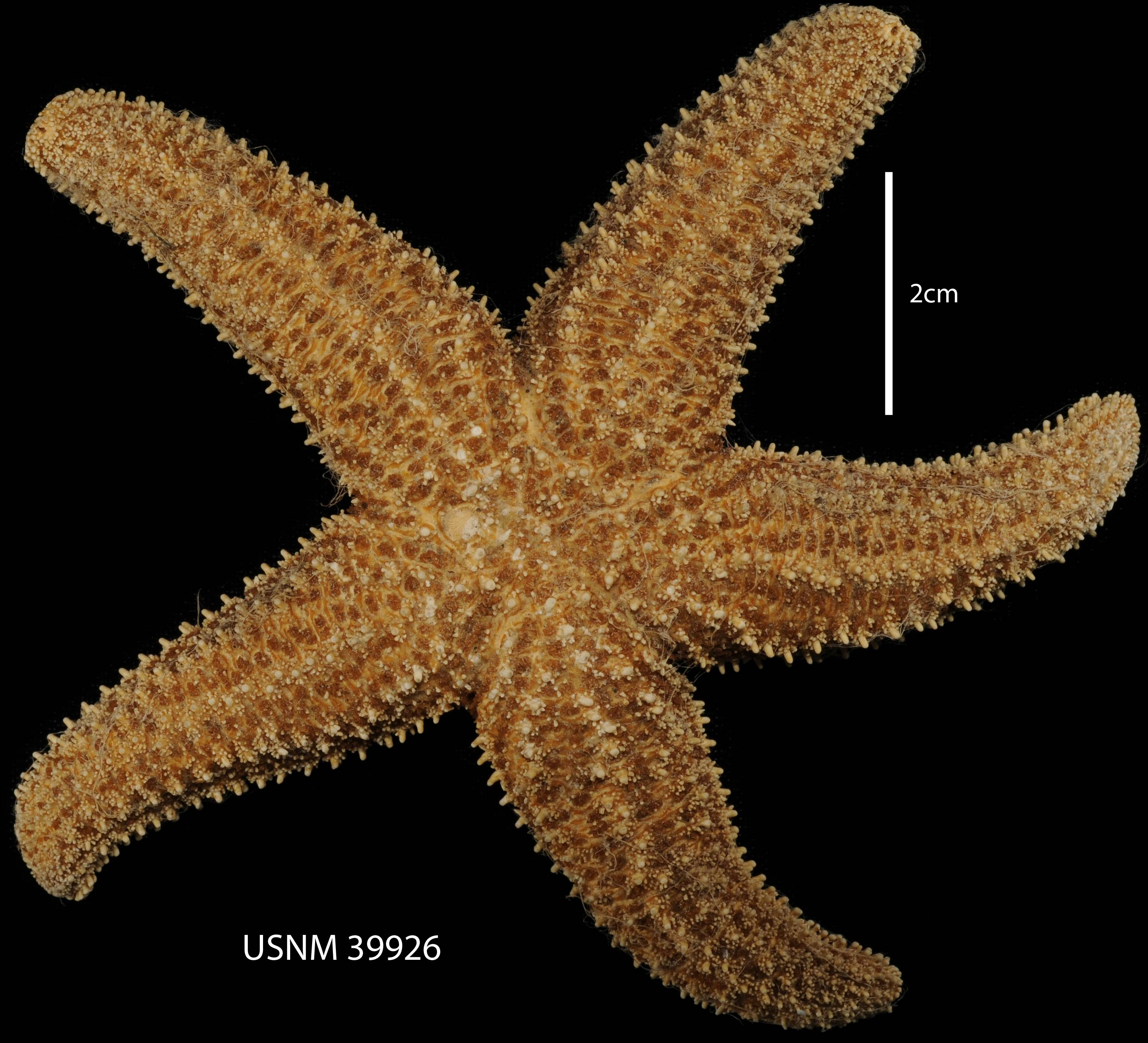
Anasterias spirabilis.
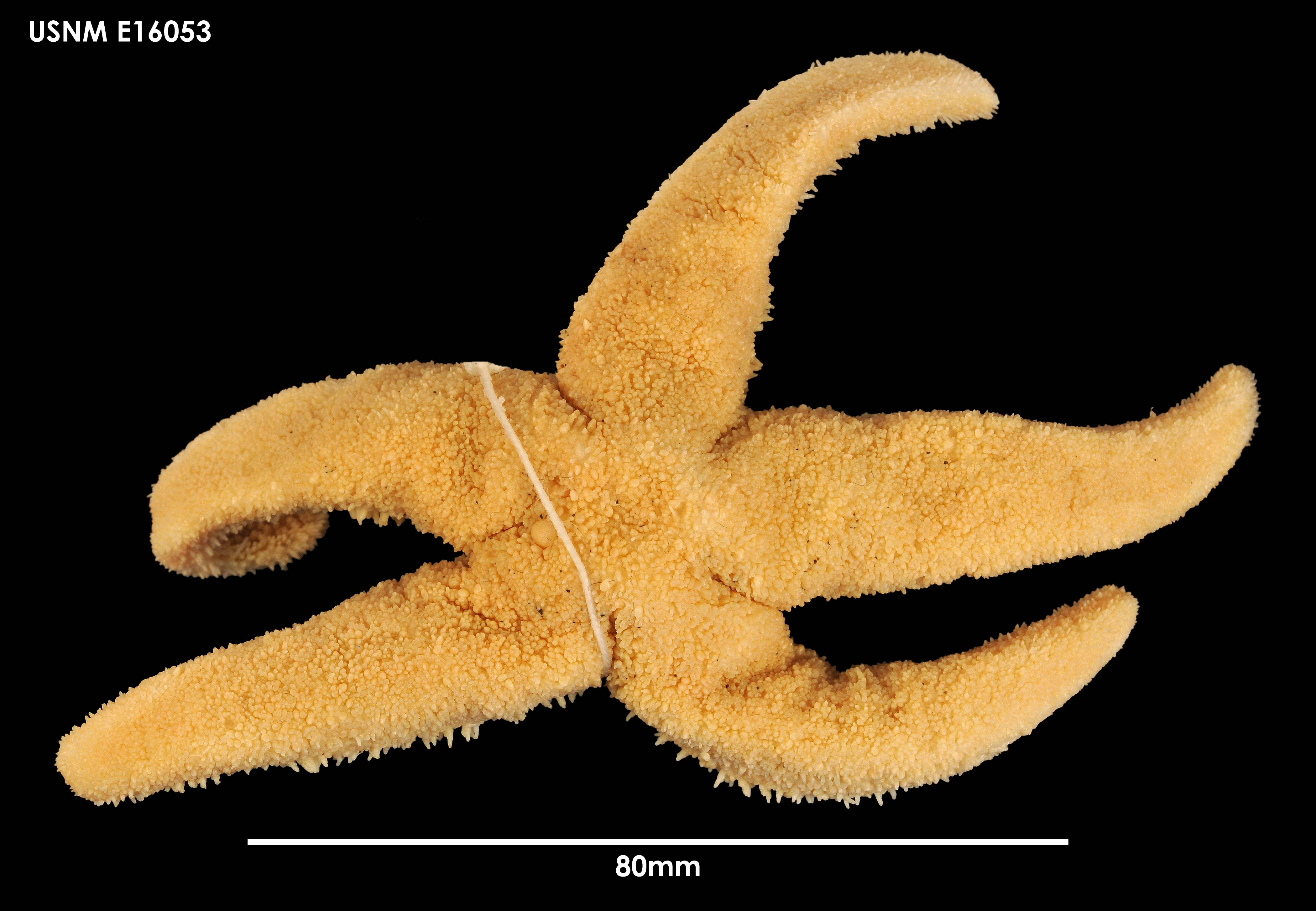
Anasterias studeri.